# Gebhard Leberecht von Blücher
Gebhard Leberecht von Blücher (Rostock, 16 december 1742 - Krieblowitz, 12 september 1819), sinds 1814 vorst Blücher von Wahlstatt, was een Pruisisch generaal die zijn leger leidde tegen Napoleon Bonaparte in de Slag bij Waterloo in 1815. Blücher droeg de bijnaam Marschall Vorwärts ("Maarschalk Voorwaarts") voor zijn offensieve instelling op het slagveld. Van Blücher is bekend dat hij zijn soldaten aanvuurde met de kreet "Hunde, wollt ihr immer leben?" (Honden, willen jullie eeuwig leven?)

## Campagnes
- 1760: Pommerse Campagne (als Zweedse soldaat, hij werd gevangen door de Pruisen, toen veranderde hij van kant)
- Zevenjarige Oorlog
- 1787: Expeditie naar Nederland met de Rode Huzaren
- 1793-1794: Franse Campagne met de Rode Huzaren
- 1806: Auerstedt, Pommeren, Berlijn, Koningsbergen
- 1813: Lützen, Bautzen, Katzbach, Mockern, Leipzig
- 1814: Brienne, La Rothière, Champaubert, Vauxchamps, Montmirail, Laon, Montmartre
- 1815: Ligny, Waterloo

## Carrière
Toen hij veertien was, ging hij in dienst in Zweden en in de Pommerse Campagne van 1760 werd hij gevangen door de Pruisen. Hij werd door zijn gevangennemers verleid om in Pruisische dienst te gaan. Hij participeerde in de gevechten van de Zevenjarige Oorlog en kreeg veel gevechtservaring als een huzarenofficier. In vredestijd echter bracht zijn vurige karakter problemen met zich mee. Toen hij eens geen promotie kreeg, schreef hij een boze brief aan Frederik de Grote, die daarop antwoordde: "Der Rittmeister von Blücher kann sich zum Teufel scheren".
Toen zette hij zich aan het boerenbedrijf en in vijftien jaar had hij een zekere onafhankelijkheid verworven. Maar hij was niet in staat om terug te keren in het leger tot aan de dood van Frederik de Grote. Toen werd hij ingelijfd in het leger, bij zijn oude regiment, de Rode Huzaren. Hij participeerde in de expeditie naar Nederland in 1787 en werd luitenant-kolonel in het volgende jaar. In 1789 werd hij onderscheiden in de hoogste Pruisische militaire orde, de Pour le Mérite en hij werd kolonel van de Rode Huzaren in 1794. In zowel 1793 en 1794 onderscheidde hij zichzelf in de cavalerie in verschillende acties tegen de Fransen. Wegens zijn succes in Kirrweiler werd hij benoemd tot generaal-majoor en in 1801 werd hij gepromoveerd tot luitenant-generaal.
Hij was een van de leiders van de oorlogspartij in Pruisen in 1805-1806 en diende als een cavalerie-generaal in de desastreuze campagne in het laatstgenoemde jaar. Bij Auerstedt stormde Blücher meerdere keren aan het hoofd van de Pruisische cavalerie, maar zonder succes. In de terugtrekking van de gebroken legers leidde hij de achterhoede van het korps van prins Hohenlohe. Toen de hoofdmacht van het leger capituleerde, had hij een overblijfsel van het leger in het noorden en hij vocht in de omgeving van Lübeck nog een paar gevechten, maar ook hij moest zich in Ratekau op 7 november 1806 overgeven. Blücher stond erop dat er in de capitulatie zou staan dat hij zich had overgegeven door een tekort aan bevoorrading en munitie. Hij werd snel daarna vervangen door Generaal Victor en werd verplaatst naar Pommeren, Berlijn en Koningsbergen, tot aan het einde van de oorlog. Na de oorlog werd Blücher gezien als de leider van het patriottenleger, dat actief bleef tijdens de napoleontische overheersing. Zijn hoop op een alliantie met Oostenrijk in de oorlog in 1809 was ongegrond. In dat jaar werd hij ook generaal van de cavalerie gemaakt. In 1812 uitte hij zich zo fel over de alliantie met Frankrijk en Rusland, dat hij uit zijn functie in het leger werd gezet en haast verbannen werd van het hof.
Maar toen in 1813 de Bevrijdingsoorlog begon, werd Blücher weer teruggeplaatst in het hoge commando, hij was erbij tijdens de slagen van Lützen en Bautzen. Tijdens de wapenstilstand werkte hij aan de organisatie van het Pruisische leger, en toen de oorlog werd hervat werd Blücher opperbevelhebber van het Leger van Silezië, met August Neidhardt von Gneisenau en Karl von Müffling als zijn stafofficieren en 40.000 Pruisen en 50.000 Russen onder zijn commando. De besluiteloosheid en meningsverschillen in de legers vonden in hem een sterke tegenstander. Hij versloeg de Franse maarschalk MacDonald bij de Katzbach en overwinningen in Marmont en Mockern maakten de weg vrij voor de definitieve nederlaag van Napoleon in de Slag bij Leipzig, die werd veroorzaakt door het leger van Blücher zelf.
Op de dag van de Slag bij Mockern (16 oktober 1813) werd Blücher veldmaarschalk. In de winter van 1813-1814 probeerde Blücher de geallieerde vorsten aan te moedigen om door te vechten, totdat de oorlog zo ver gevorderd was dat ze op Frans grondgebied vochten. De slag bij Brienne en de slag bij La Rothire waren de grootste schermutselingen van de gevierde campagne in 1814, maar deze werden snel opgevolgd door de overwinningen van Napoleon op Blücher in Champaubert, Vauxchamps en Montmirail. Maar de moed van de Pruisische leider was niet geschaad, en zijn overwinning bij Laon besliste de campagne in zijn voordeel.

Blücher-mausoleum

Na deze overwinning hielp Blücher het Boheemse leger van Karl Philipp zu Schwarzenberg en even later stoomden de beide legers gezamenlijk op naar Parijs. Niet lang daarna volgden de zege bij Montmartre en de capitulatie van de Franse hoofdstad. Blücher wilde vergeldingsacties uitvoeren in Parijs voor het leed dat het Pruisische volk geleden had onder de bezetting door Frankrijk, maar de andere geallieerde leiders voorkwamen dit. Wel kreeg hij de kans om de Jena-brug over de Seine op te blazen. Op 3 juni 1814 werd hij tot Prins van Wahlstatt verheven, en niet lang daarna bracht hij een bezoek aan Engeland, waar hij met het grootste enthousiasme werd ontvangen.
Na de oorlog keerde hij terug naar Silezië, maar de terugkeer van Napoleon uit Elba riep hem terug in dienst. Hij werd bevelhebber van het Leger van de Beneden-Rijn, met generaal Gneisenau als zijn stafofficier. In de campagne van 1815 leden de Pruisen een nederlaag bij Ligny, maar hun leger werd niet vernietigd. Tijdens deze slag werd de oude generaal overreden door zijn eigen cavalerie, en hij kon alleen overleven door de hulp van zijn kamparts, Graaf Nostitz. Hij was enkele uren niet in staat om het bevel te voeren, en Gneisenau leidde het leger in deze tijd. Blüchers leger was het ook dat in de slag bij Waterloo het leger van Wellington te hulp kwam, gezamenlijk versloegen ze Napoleon. Deze slag bleek de beslissende te zijn, en al gauw marcheerden de geallieerden weer door Parijs.

## Laatste jaren en dood
Blücher bleef nog enkele maanden in Parijs, maar zijn leeftijd noopte hem om terug te keren naar zijn residentie in Krieblowitz (het huidige Poolse Krobielowice), waar hij stierf op 77-jarige leeftijd. Hij behield tot het einde van zijn leven zijn vurige karakter.
Vanwege de overwinning bij Waterloo verleende de Pruisische koning Frederik Willem III de veldmaarschalk een IJzeren Kruis met gouden stralen; de "Blücherster". Koning Willem I der Nederlanden benoemde hem tot Grootkruis in de Militaire Willems-Orde.
Koning Friedrich Wilhelm IV liet tussen 1846 en 1853 een rond classicistisch mausoleum op een vierkante basis voor Vorst Blücher bouwen. De nazi's veranderden de naam van het dorp in "Blüchersruh", omdat Krieblowitz te slavisch klonk.
Het imposante mausoleum werd in 1945 door Russische troepen geplunderd. Sovjet-soldaten haalden onder invloed van alcohol de gemummificeerde lichamen van de maarschalk, zijn vrouw en dochter uit hun doodskisten en sleepten ze vervolgens vastgebonden aan een touw achter een motorfiets door het gebied. De stoffelijke resten verspreid over de bermen werden verzameld door een pastoor uit het nabijgelegen Sosnówka en begraven in een ongemarkeerde kist in de crypte van de kerk. Ook de kelder met de resten van de andere Blüchers is leeg.

## Militaire loopbaan
- Huzaar: 1756
- Kornett: 1760
- Leutnant:
- Oberleutnant:
- Rittmeister:
- Major: 1787
- Oberstleutnant: 1789
- Oberst: 1790[4]
- Generalmajor: 1794
- Generalleutnant: 1801
- Generalfeldmarschall: 16-19 oktober 1813

## Onderscheidingen
- Pour le Mérite op 4 juni 1789
- Grootkruis van het IJzeren Kruis op 31 augustus 1813[5]
  - Blücherster in 1813
- Ridder-grootkruis in de Militaire Willems-Orde op 8 juli 1815[6]
- Ridder in de Orde van de Serafijnen op 28 april 1814
- Ridder in de Orde van Sint-George op 11 oktober 1813
- Grootkruis in de Orde van Maria Theresia
- Orde van de Zwarte Adelaar in april 1807[4]
- Ridder in de Orde van de Rode Adelaar in 1794[4]
- Orde van Sint-Andreas de Eerstgeroepene op 11 oktober 1813
- Orde van de Olifant op 4 juli 1815[7]
- Orde van Sint-Alexander Nevsky op 11 oktober 1813

- Bibsys: 90084604
- Bibliothèque nationale de France: cb12227128j (data)
- Gemeinsame Normdatei: 118511882
- International Standard Name Identifier: 0000 0001 1047 294X
- Library of Congress Control Number: n82138838
- Nationale Bibliotheek van Tsjechië: jo2014806095
- Nationale bibliotheek van Australië: 36023276
- Nationale Bibliotheek van Israël: 987007295917705171
- Nationale Bibliotheek van Polen: a0000001211087
- Nederlandse Thesaurus van Auteursnamen: 07282090X
- SNAC: w6df8nwk
- Système universitaire de documentation: 030959284
- Trove: 1190439
- Union List of Artist Names: 500397697
- Virtual International Authority File: 27118005
- WorldCat: E39PBJjxvyhfTXHf7W4J8HYVmd